# Lüblow
Lüblow é um município da Alemanha, situado no distrito de Ludwigslust-Parchim, no estado de Mecklemburgo-Pomerânia Ocidental. Tem 21,42 km² de área, e sua população em 2019 foi estimada em 570 habitantes.